# 夕張映画社
夕張映画社株式会社（ゆうばりえいがしゃ）は、北海道のサービス業。『夕張映画祭』という映画祭事業を軸に、地域活性化に取り組んでいる。

## 関連会社
- ライフエンタテイメント株式会社